# Var är tvålen?
Var är tvålen? är en sång av Povel Ramel som fanns med i hans film Ratataa från 1956. Povel Ramel sjunger tillsammans med Martin Ljung, Tosse Bark, Oscar Rundqvist och Allan Johansson under namnet The Tvålen Gate Quartet och gör en travesti på dåtidens populära amerikanska sånggrupper Golden Gate Quartet och Delta Rhythm Boys repertoar.
Ramel skrev under 1990-talet varianten "Var är hålen?" som reklam för Vattenfall AB.